# 犬種

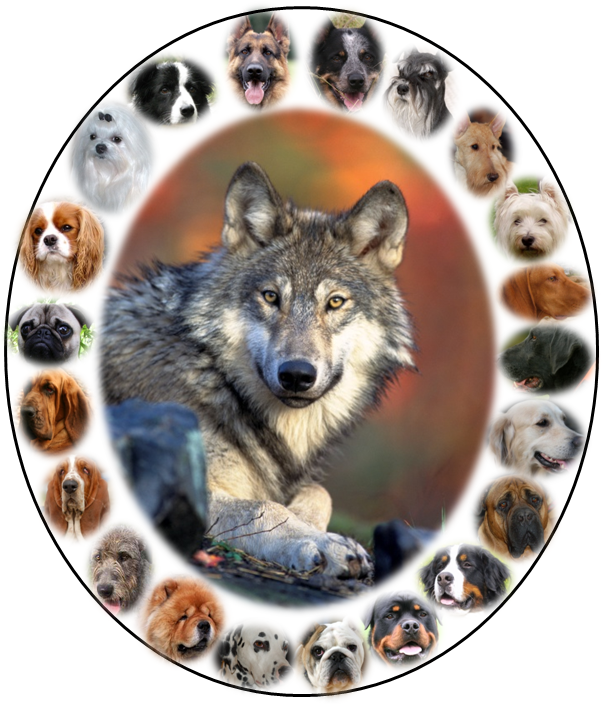
犬種在生物学分类上是狼的一个亚種

犬種是指一個類群的狗，牠們有著很相似且幾乎一樣的外表、行為，或是兩者，這主要是因為牠們來自一群有著相同特徵的祖先。特定特徵的小狗品種已有數千年以上的歷史。一開始選育主要集中於馴化和狩獵等有用的行為，後來也開始選育有吸引力和獨特的小狗，並產生了許多種不同的類型。
許多被主要的血統登記承認的犬種會被稱做是「純種犬」。只有家系都是某一犬種的純種犬，才會被視為屬於此一犬種。一般而言，在一種狗被承認是真正的品種前，必須要被證明這一類狗之間交配也一定會生出有同樣特徵的狗，包括外表和行為上。這被稱為「純育」。這想法產生了爭議，因其規範的困難度，以及近親配種的遺傳結果。有很多何為純育的討論，例如，直毛尋回犬一定要是黑色的，但是在某些胎中偶爾會出現黃色的毛。育犬協會不承認黃色的狗也是此一品種中的合法成員，一些育種者會殺掉幼犬以防牠長大後交配，恆續這不被期望的黃毛基因。在今日，一般是將此狗絕育，放在家裡當寵物。另一個例子是黑色比利時牧羊犬可以生出棕色幼犬；美國犬業俱樂部認為這是不同的犬種、認為這隻棕色的幼犬是沒有價值且不被期望的狗，但加拿大犬業俱樂部則認為牠們只是同一犬種不同顏色的變種而已。近來有人進行不同犬種的基因分類工作，顯示了各犬種之間的血緣關係和存在的時間。

## 分类标准
世界畜犬聯盟(FCI)十犬種群劃分如下：
- 第一犬種群：牧羊犬
  - 边境牧羊犬、德國牧羊犬、喜樂蒂牧羊犬、柯基犬、蘇格蘭牧羊犬、英國古代牧羊犬…等
- 第二犬種群：品特犬、馬士提夫犬、獒犬及高山犬（工作犬群）
  - 杜賓犬、高加索犬、伯恩山犬、拳師犬、大白熊犬、瑞士山犬、義大利卡斯羅犬、西藏獒犬、那不勒斯獒犬、英國獒犬、波爾多獒犬、西班牙獒犬、鬥牛獒…等
- 第三犬種群：㹴犬、鬥牛犬
  - 約克夏㹴、凱利藍㹴、西高地白㹴、蘇格蘭梗、傑克羅素㹴、牛頭㹴、英國鬥牛犬、法國鬥牛犬…等
- 第四犬種群：腊腸犬
  - 長毛腊腸犬、短毛腊腸犬、剛毛腊腸犬、迷你臘腸犬…等
- 第五犬種群：狐狸犬、狼犬及原始型犬
  - 博美犬、秋田犬、柴犬、鬆獅犬、沙皮犬、台灣犬、西伯利亞哈士奇、阿拉斯加雪橇犬、銀狐犬…等
- 第六犬種群：嗅獵犬
  - 大麥町、巴吉度獵犬、尋血獵犬、米格魯犬、羅德西亞脊背犬…等
- 第七犬種群：指標犬
  - 雪達犬、波音達犬、威馬那獵犬…等
- 第八犬種群：尋回獵犬、驅鳥犬、水狗
  - 金毛尋回犬、拉布拉多犬、英國可卡犬、美國可卡犬、可倫坡獵犬…等
- 第九犬種群：家庭犬及愛玩犬
  - 貴賓犬、蝴蝶犬、比熊犬、巴哥犬、北京犬、吉娃娃、瑪爾濟斯、西施犬、波士頓烱…等
- 第十犬種群：視獵犬
  - 愛爾蘭獵狼犬、格雷伊獵犬、惠比特犬、阿富汗獵狗、蘇俄牧羊犬、薩路基獵犬、巴仙吉犬…等

## 另見
- 犬種列表

## 外部連結
- 2003年和2004年美國犬業俱樂部犬種登記統計
- 有關犬種的一切 （页面存档备份，存于）
- Dogs: Fun Facts and Trivia （页面存档备份，存于） ，於 AOL Research and Learn 相簿
- Dog Breeds Retrieved from the web. 超過四千個犬種的完整列表和詳細資料
- The Online Dog Encyclopedia （页面存档备份，存于） (worldwide)

1. ↑  . 世界畜犬聯盟.   [2022-12-31]. （原始内容存档于2023-03-25）.